# 高等課程 (リトアニア)
高等課程（リトアニア語: Aukštieji kursai、略称: AK）は、リトアニアが1918年に独立して最初に設置された高等教育機関。臨時首都カウナスで1920年から1922年まで開かれていた。

## 歴史

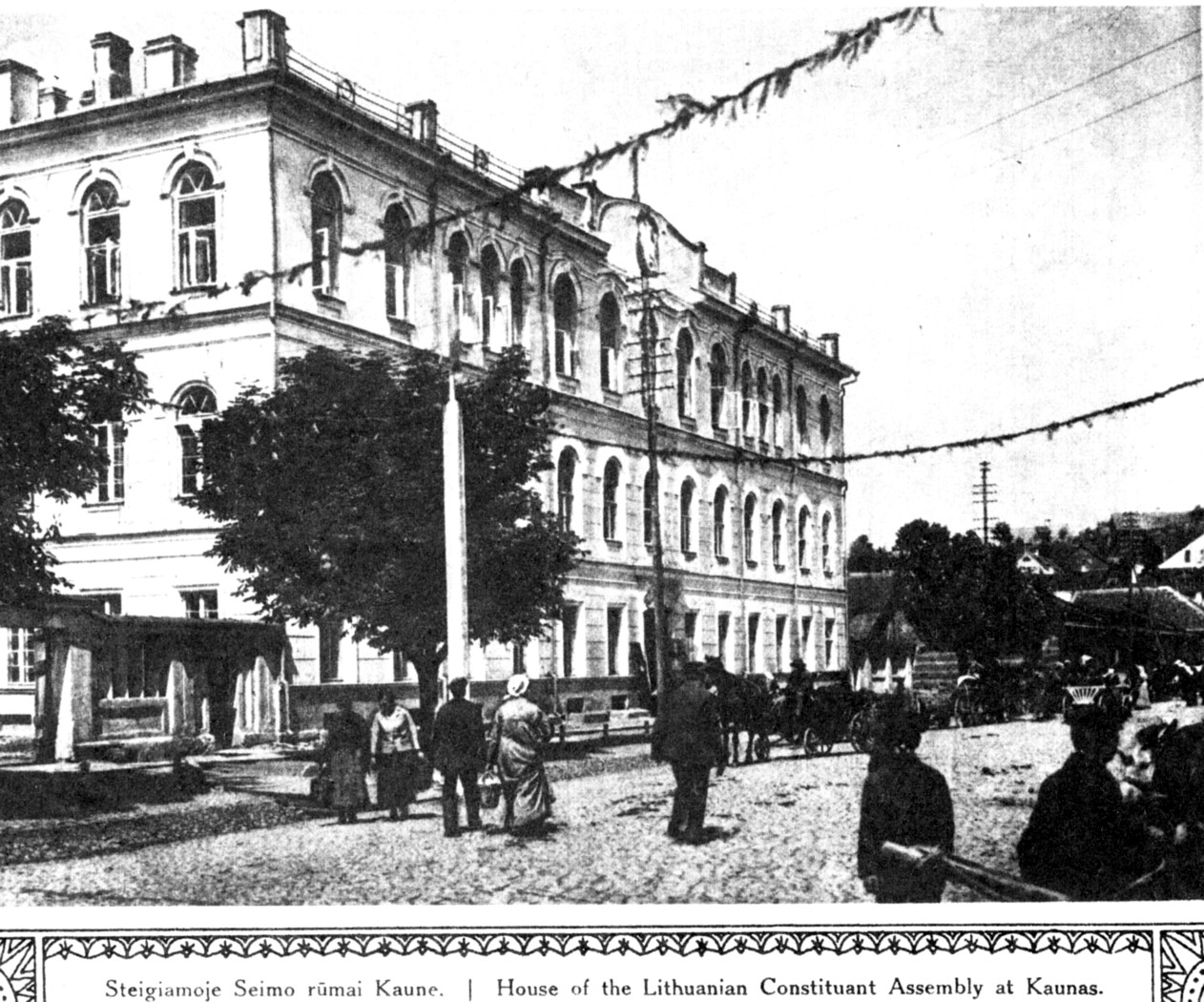
ギムナジウムの建物（1921年）

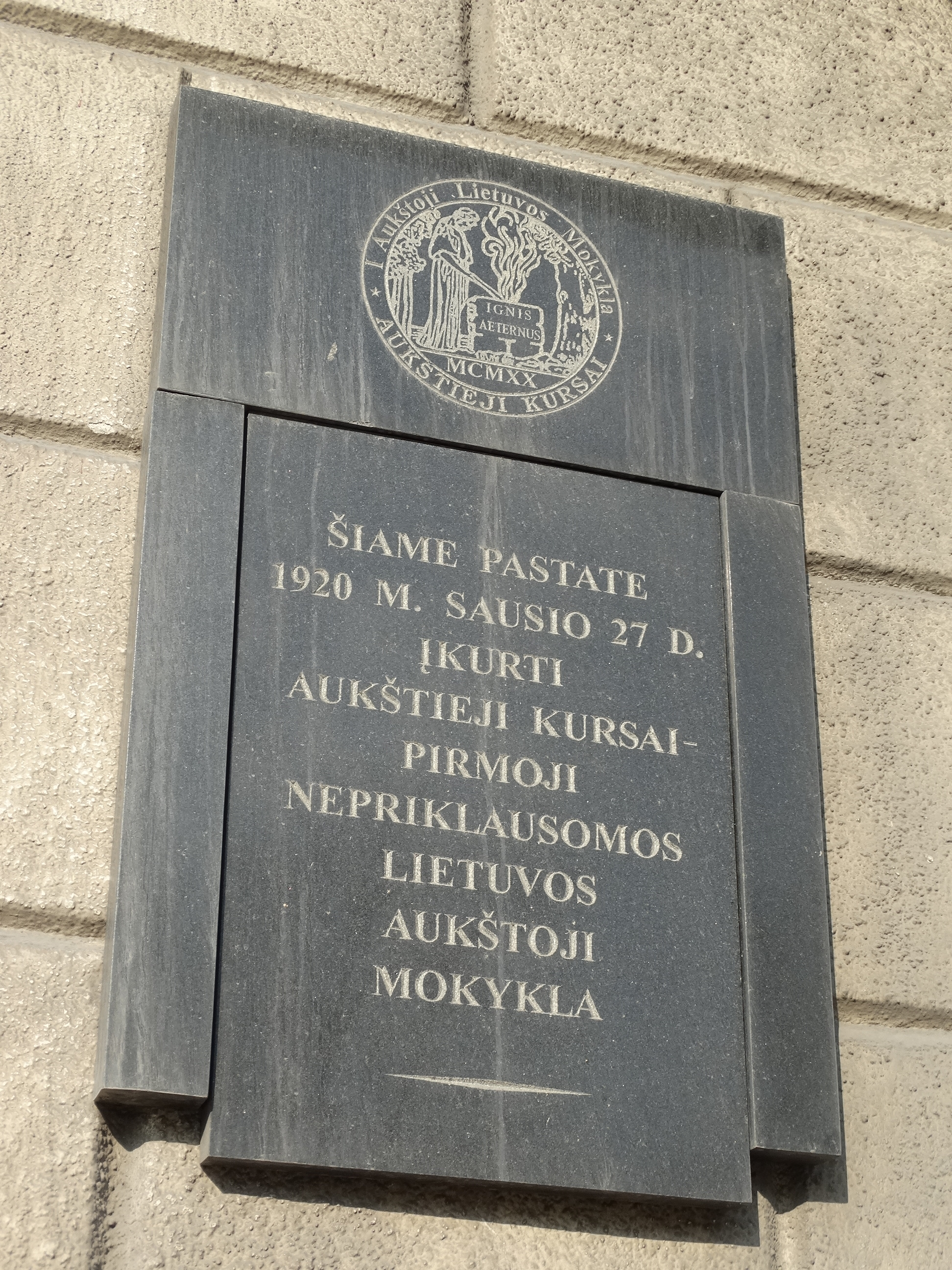
ギムナジウムの壁にある銘板

1918年、リトアニアが独立すると、リトアニア評議会（タリーバ）はロシア帝国時代に閉鎖されていたヴィリニュス大学の再建を決定。しかし1919年初頭にヴィリニュスがポーランドの支配下となり、リトアニア政府がヴィリニュスからカウナスに移ると、ヴィリニュスからカウナスに移ると、総合大学を別に設置する必要が生じた。しかし、1919年5月26日にボリシェヴィキ、ポーランド、ベルモント軍との戦いのさなかに動員令が発表され、学生も動員されることとなり、また大学設置のための資金も不足していたために、リトアニアで最初の大学の設置は遅れた。
近いうちに大学を設置できないことが明らかになると、数学者のジグマス・ジェマイティスは、組織グループ（博物学者のタダス・イヴァナウスカス、法学者で歴史家のアウグスティナス・ヤヌライティス、心理学者のヨナス・ヴァバラス＝グダイティス、植物学者のリュダス・ヴァイリョニス）をつくり、高等教育機関設立の計画と可能性について議論した。さらに10月初旬には、ユルギス・アレクナ、カジミエラス・ヴァシリャウスカス、エドゥアルダス・ヴォルテリスも含めた執行委員会が設置された。この委員会によって高等課程の規約が起草され、1920年1月5日、教育省によって規約が承認された。
1920年1月27日、人文学、法学、数学・物理学、自然科学、医学、工学の6部門を擁する高等課程がギムナジウム（現・カウナス・マイロニス学術ギムナジウム）の建物内に設置され、40人以上の講師が講義を行った。522人（うち正規の学生は244人）が入学した。学費は年600アウクシナスであった。
1922年、リトアニア大学（のちのヴィータウタス・マグヌス大学）に改組された。

## 歴代校長
- 1920年 - ジグマス・ジェマイティス（リトアニア語版）
- 1921–22年 - ヨナス・ヴァバラス＝グダイティス（リトアニア語版）

## 各部門長
- 人文学 - エドゥアルダス・ヴォルテリス（リトアニア語版）
- 法学 - アウグスティナス・ヤヌライティス（リトアニア語版）
- 数学・物理学 - ジグマス・ジェマイティス（リトアニア語版）
- 自然科学 - タダス・イヴァナウスカス
- 医学 - モティエユス・ナスヴィーティス（リトアニア語版）、ペトラス・アヴィジョニス（リトアニア語版）
- 工学 - プラナス・ヨデレ（リトアニア語版）、ヨナス・シモリューナス（リトアニア語版）